# Adalbert von Falkenstein

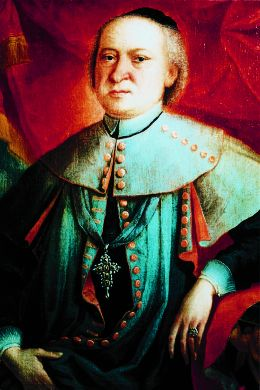
Bischof Adalbert von Falkenstein

Euseb Anton Adalbert von Falkenstein zu Rimsingen OSB (* 17. Januar 1671 in Freiburg im Breisgau; † 27. September 1739 in Temeswar) war Bischof der Diözese Csanád, die damals das Gebiet im heutigen Dreiländereck Ungarn-Serbien-Rumänien umfasste.

## Leben
Adalbert, ein Spross der Breisgauer Adelsfamilie Falkenstein, wurde von seinen Eltern früh für den geistlichen Stand bestimmt. Sein Vater war der k.k. Kämmerer Johann Erhard von Falkenstein, seine Mutter, Anna Franziska geborene Freifrau von Mercy, die Tochter des bayrischen Feldmarschalls Franz von Mercy. Das Paar hatte vier Söhne und acht Töchter. Adalbert von Falkenstein studierte Humaniora im Fürststift Kempten und Philosophie in Sankt Gallen. Im Fürststift Kempten des Benediktinerordens erwarb er sich die Gunst seines älteren Verwandten, des Fürstabts Rupert von Bodman, der beabsichtigte, ihn zu seinem Nachfolger aufzubauen. Damit stieß er jedoch auf den erfolgreichen Widerstand des auf seine Wahlfreiheit pochenden Konvents. Am 19. Dezember 1693 empfing Adalbert von Falkenstein in Rom die Priesterweihe.
Er brachte aus Rom Reliquien des Katakombenheiligen Dioskuros, eines Knaben, ins Kloster Wald, wo seine Schwester Maria Antonia von Falkenstein Äbtissin war. Die Reliquien wurden am 30. August 1711 nach Wald verbracht.

## Bischof
Nach dem Tod des Csanáder Bischofs László Nádasdy 1730 wurde Adalbert von Falkenstein, der zu jener Zeit Dekan im Fürststift Kempten war, auf Grund der Protektion seines Cousins, des Banater Gouverneurs Claudius Florimund Mercy, zum Bischof von Csanád ernannt. Die Bischofsweihe spendete ihm am 25. November 1731 der Erzbischof von Wien Kardinal Sigismund von Kollonitz; Mitkonsekratoren waren Franz Alois von Lamberg, Weihbischof in Passau, und Joseph Heinrich von Braitenbücher, Weihbischof in Wien.
Auf seine Initiative hin wurde der Bischofssitz 1732 von Szeged nach Temeswar verlegt. Erst 1740 siedelte auch das Domkapitel um.
Bleibende Verdienste erlangte er durch den tatkräftigen Wiederaufbau seiner von den Verwüstungen der Türkenzeit gezeichneten Diözese. So legte er am 6. August 1736 den Grundstein für die Domkirche in Temeswar, den größten barocken Sakralbau in Südosteuropa; Schirmherren des Bauprojekts waren Kaiser Karl VI. und die Kaiserin Maria Theresia.
Adalbert von Falkenstein gab 1736 eine Instructio pastoralis heraus, sie umfasst 71 ausführliche Kapitel. In das Jahr 1735 fällt die Gründung der griechisch-katholischen Kirchengemeinde am Mühlplatz in der Fabrikstadt und 1737 die des Ordens der Barmherzigen Brüder. Im letzten Jahr seiner Amtszeit 1739 wurde die Rosalienkapelle erbaut, zum Gedenken an die Pestepidemie mit dem Gelübde, jährlich am 15. Mai eine Prozession hierher zu veranstalten.
Bischof Adalbert von Falkenstein starb am 27. September 1739 und wurde in der Gruft der Jesuitenkirche beigesetzt.